# Eunidia varicoloripennis
Eunidia varicoloripennis là một loài bọ cánh cứng trong họ Cerambycidae.